# SIAI-Marchetti S.205
SIAI-Marchetti S.205 je talijanski laki jedmomotorni avion četverosjed kojeg proizvodi tvrtka Savoia-Marchetti. Model S.205 proizvodi se od 1965. dok talijanske zračne snage koriste inačicu S.208.

## Razvoj
S.205 je 1964. razvio Alexander Brena, glavni dizajner tvrtke Savoia-Marchetti. Brena je htio napraviti laki višenamjenski avion što je dovelo do zrakoplova SIAI-Marchetti S.205. Avion je u potpunosti izrađen od metala, s niskim krilima, jednim motorom te dovoljno mjesta za četiri osobe. Daljnjim razvojem je izrađen model S.208 s motorom snage 260 KS, uvlačivim stajnim trapom i petero sjedala. Također, razvijene su ali ne i realizirane verzije S.206 i S.210.
Prvi proizvedeni zrakoplov S.205-18F poletio je u veljači 1966. a sljedeće godine je započela njegova isporuka. Proizvodnja je prestala 1975. ali je između 1977. i 1980. proizvedeno još 140 aviona S.205-20R za potrebe talijanskog aero kluba AeroClub Italia.
Oko 65 aviona je izvezeno u SAD za potrebe tvrtke Waco Aircraft Company iz Syracuse. Zrakoplovi su prvotno koristili nazive WACO Sirrus (četverosjed) i kasnije VELA S220 (peterosjed) ali je nakon smrti predsjednika tvrtke Bergera prekinut izvoz S.205 u SAD.

## Inačice
- S.205 - osnovni jednomotorni model s četiri sjedala te u potpunosti izgrađen od metala. Slovo F u njegovom nazivu označava fiksno podvozje a slovo R uvlačivo podvozje. Model je ponuđen s tri različita motora:
  - S.205 F/R-18: Avco Lycoming O-360,
  - S.205 F/R-20: Avco Lycoming IO-360-A1A i
  - S.205 F/R-22: Franklin 6A-350C1.
- S.206 - model sa šest sjedala koji nije realiziran.
- S.208 - model s pet sjedala, motorom snage 260 KS i uvlačivim podvozjem.
- S.208M - vojna inačica namijenjena talijanskim zračnim snagama.
- S.208AG - poljoprivredna inačica koja se može koristiti i kao zračna ambulanta.
- S.210 - dvomotorni model.

## Korisnici

### Vojni korisnici
- Italija: talijanskim zračnim snagama je dostavljeno 45 aviona koji su se koristili kao školski avioni ili za vuću zračne jedrilice. Vojna inačica S.208M se razlikovala od civilnog modela kroz avioniku, dvoja vrata kraj kokpita, mogućnost ugradnje kuke za vuću zračne jedrilice te nedostatkom nekih spremnika za gorivo. Prva četiri isporučena S.205 su konvertirani u S.208.
- Etiopija: etiopske zračne snage.
- Tunis: tuniške zračne snage koriste dva SIAI-Marchetti S.205 za obuku pilota a kupljeni su od talijanskog ratnog zrakoplovstva. U Tunisu se koriste za trening pilota.[1]

### Civilni korisnici
Avioni se koriste u 27 zemalja Europe, Afrike, Australije i obje Amerike gdje su registrirani.

## Tehničke karakteristike (S.205-20/R)
Izvori podataka: Jane's All The World's Aircraft 1966–67.
Osnovne karakteristike
- posada: 4 (pilot i tri putnika)
- dužina: 8 m
- raspon krila: 10,86 m
- površina krila: 16,09 m²
- visina: 2,89 m

Letne karakteristike
- najveća brzina: 280 km/h (174 mph)
- ekonomska brzina: 255 km/h
- dolet: 
1.500 km (930 milja)
- brzina penjanja: 4,4 m/sek.
- najveća visina leta: 5.380 m
- motor: 1× Avco Lycoming IO-360-A1A zračno hlađeni motor